# Baratang
Baratang menos comúnmente conocida como Isla de Baratang, es una isla en las Islas Andamán, India, con una superficie aproximada de 238 kilómetros cuadrados (92 millas cuadradas). Es una de las principales islas del grupo Gran Andaman, un archipiélago que se encuentra cerca de la bahía de Bengala, al lado del mar de Andaman. Andaman del Medio está al norte y Andaman del Sur en la parte meridional. Las islas del Archipiélago de Ritchie se encuentran a unos 20 kilómetros (12 millas) al este. Port Blair, la capital del Territorio de la Unión de Andaman y Nicobar, está situada a unos 100 kilómetros (62 millas) al sur.
Baratang contiene los únicos ejemplos conocidos de los volcanes de barro en la India. Estos volcanes de lodo han surgido de forma esporádica, con erupciones recientes en 2005 que se creen están asociados con el terremoto del Océano Índico de 2004. La erupción anterior importante se registró el 18 de febrero de 2003. Los lugareños llaman jalki a este volcán de lodo.
Hay otros volcanes de la zona. El volcán de la Isla Barren, es el único volcán activo en el sur de Asia y el volcán Narcondum se considera un volcán potencialmente activo.